# Olof Björnsson (ärkebiskop)
Olof Björnsson (latin: Olaus Beronis, med tillnamnet Sapiens, "den vise"), död 13 mars 1332, var en svensk ärkebiskop av Uppsala stift från 1314 till sin död 1332.

## Biografi
Olof Björnsson var från Forsa i Tensta socken och enligt egna uppgifter släkt med Birger Persson. Tidigare har länge anförts i litteraturen att han skulle ha varit Björn Näfs son, men med senare forskning har framkommit att han inte förde vapnet och företer inte heller i övrigt någon anknytning till honom, Färla, Björn Näfs ätt eller andra personer med samma vapen. Han var möjligen identisk med den Olaus som 1276 var kanik i Uppsala, och på Rötters anbytarforum har föreslagits att han var bror till Nils Björnsson, och då möjligen son till Björn Ingolfsson (Björn Ingolfssons ätt).
Med säkerhet är han dock känd först 1304 då han fick fullmakt att reglera Nils Allessons fordringar och skulder och ärkebiskopen och domkapitlets fullmakt att ta ett lån vid påvliga curian. 1307 följde han ärkebiskop Nils Kettilsson under dess resa till påven i Poitiers och 1309 befann han sig med ärkebiskopen i Norge.
Olof Björnsson valdes 1314 till ärkebiskop. Han reste därefter till Lunds stift och blev där vigd till ämbetet av ärkebiskop Esger. Domkapitlet i Uppsala stift inlade dock sin protest mot denna undergivenhet och Olof blev den siste Uppsalabiskopen som blev invigd där. Han utlyste beskattning i sexårsgärden som innefattar en landskaps- och sockenförteckning från 1314. Sitt pallium erhöll han först 1319 av påve Johannes XXII – mot en dryg lösesumma som betalades av alla stiften i riket.